# 鷹見浩
鷹見 浩（たかみ ひろし、1965年11月3日 -）は、地方競馬の大井競馬場所属の元騎手、現調教師である。騎手としての最終所属は石田貞雄厩舎。勝負服の柄は胴赤・黄一本輪、袖黄。愛知県出身。血液型O型。自厩舎所属の騎手・鷹見陸は息子。

## 騎手時代
1983年9月29日地方競馬騎手免許取得、大山末治厩舎からデビュー。同年10月13日大井競馬第6競走アサカマンヨウで初騎乗（11頭立て11着）。同年12月7日大井競馬第7競走トウケイデユークで初勝利（10頭立て）。
1990年8月1日第11回関東盃をテツノヒリユウで優勝し、重賞初制覇。
1993年6月13日1回札幌2日目第11競走札幌日経オープンでグランレノンに騎乗し中央競馬初騎乗（12頭立て10番人気8着）。
福永二三雄厩舎を経て石田貞雄厩舎に所属変更。
調教師転身のため2006年5月31日付けで騎手を引退することが発表された。これにあわせて5月26日大井競馬場で引退式が行われた。
地方通算成績は10124戦987勝・2着893回・3着868回・勝率9.7%・連対率18.6%
中央競馬1戦0勝

### 主な騎乗馬
- テツノヒリユウ（1990年関東盃、1991年東京盃、1992年東京シティ盃）
- ツキフクオー（1995年東京王冠賞）
- レオボストン（2000年青雲賞）
- オンユアマーク（2002年東京記念）
- サンデーバニヤン（2004年大井記念）

## 調教師時代
2006年5月25日調教師免許試験に合格し、同年6月1日付けで調教師免許取得。同年12月1日付けで大井競馬場本場に厩舎開業。当初割当は10馬房。
2006年12月15日付けで境共同トレーニングセンターに6馬房の外厩認定を受け、2007年3月12日付けで同更新、同年6月1日付けで3馬房への変更を承認され、同年12月4日付けでこれを取消した。
2006年12月27日大井競馬第5競走3歳条件戦に早田秀治騎乗グローリーオウドウが出走し、管理馬初出走（14頭立て10番人気4着）。
同年12月29日大井競馬第2競走2歳条件戦を有年淳騎乗8番人気ハナビバーチェで勝利し、開業4戦目で初勝利（14頭立て）。
2008年12月8日付けで下河邉トレーニングセンターに2馬房の外厩認定を受けた。
2009年7月18日第2回新潟競馬1日目第9競走閃光特別（500万円下）にティーエムヒロインが出走（18頭立て13番人気11着）し、管理馬中央競馬初出走。
2010年9月1日第9回大井競馬4日目第10競走第17回アフター5スター賞を石崎駿騎乗ヤサカファインで優勝（16頭立て3番人気）し、管理馬重賞競走初制覇。
地方通算成績は879戦119勝・2着116回・3着92回・勝率13.5%・連対率26.7%（2010年12月8日現在）
中央競馬3戦0勝

### 主な管理馬
- ヤサカファイン（2010年アフター5スター賞）
- ヒロアンジェロ（2010年トゥインクルレディー賞）
- スーパーパワー（2010年勝島王冠、2011年金盃）
- ゴールドメダル（2012年ニューイヤーカップ）
- ブラックヘブン（2013年ハイセイコー記念）
- ビタースウィート（2013年東京シンデレラマイル）